# Усманово (Таштамацька сільська рада)
Усма́ново (рос. Усманово, башк. Уҫман) — присілок у складі Аургазинського району Башкортостану, Росія. Входить до складу Таштамацької сільської ради.
Населення — 165 осіб (2010; 172 в 2002).
Національний склад:
- татари — 89%